# 24 uur van Le Mans 1986

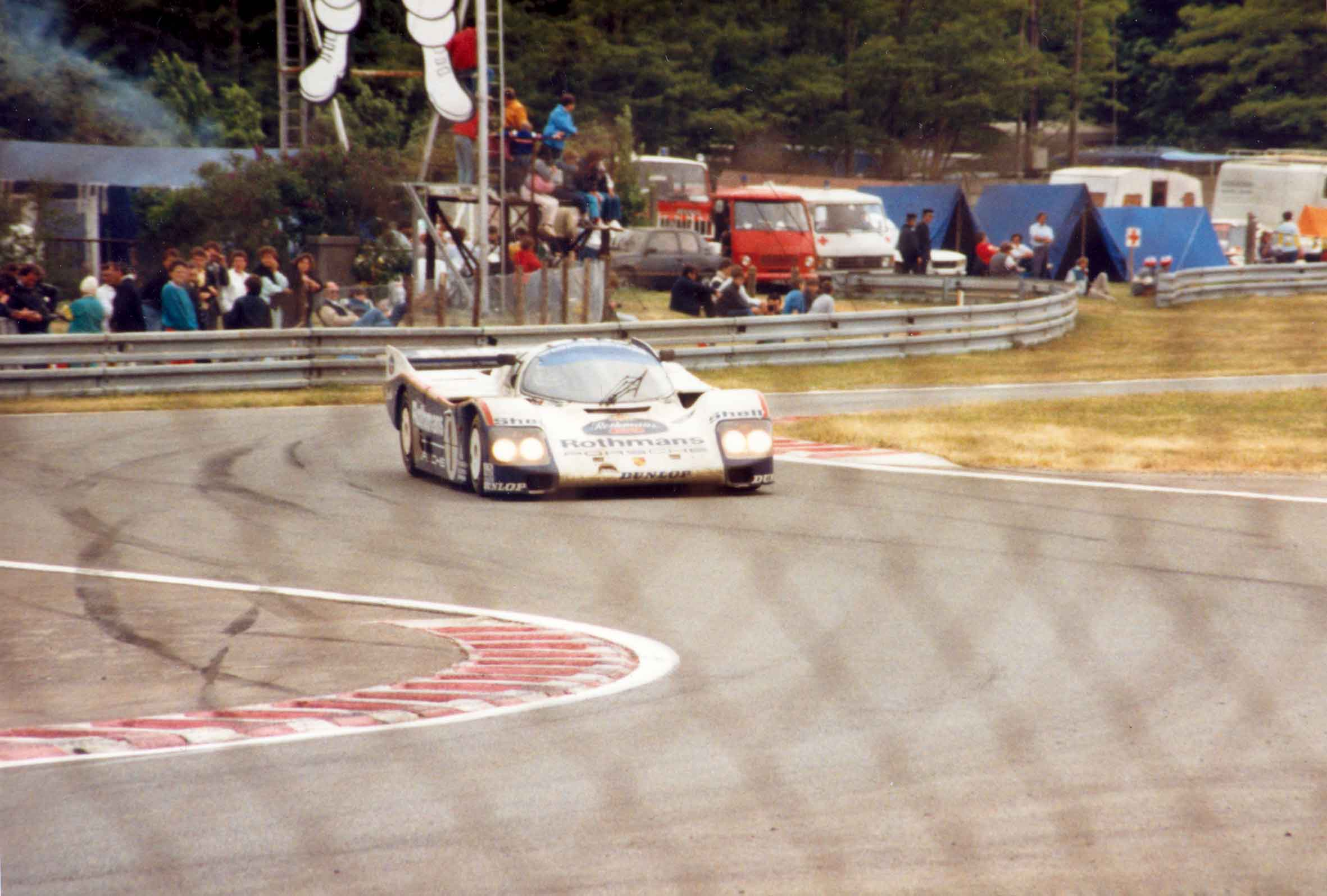
De winnende auto: de Porsche 962C #1.

De 24 uur van Le Mans 1986 was de 54e editie van deze endurancerace. De race werd verreden op 31 mei en 1 juni 1986 op het Circuit de la Sarthe nabij Le Mans, Frankrijk.
De race werd gewonnen door de Rothmans Porsche #1 van Derek Bell, Hans-Joachim Stuck en Al Holbert. Voor Stuck was het zijn eerste Le Mans-zege, voor Holbert zijn tweede en voor Bell zijn vierde. De C2-klasse werd gewonnen door de ADA Engineering #75 van Ian Harrower, Evan Clements en Tom Dodd-Noble. De GTX-klasse werd gewonnen door de Porsche AG #180 van René Metge en Claude Ballot-Léna. De GTP-klasse werd gewonnen door de Richard Cleare Racing #21 van Richard Cleare, Lionel Robert en Jack Newsum.
De race werd overschaduwd door een dodelijk ongeluk tijdens de race. Op de vroege zondagmorgen kwam de Kremer Racing-coureur Jo Gartner in zijn Porsche 962C om het leven bij een ongeluk op het rechte stuk Mulsanne terwijl hij op de achtste plaats reed. De andere auto van Kremer werd direct na het ongeluk teruggetrokken.

## Race
Winnaars in hun klasse zijn vetgedrukt. Auto's die minder dan 70% van de afstand van de winnaar (257 ronden) hadden afgelegd werden niet geklasseerd. De #66 Cosmik Racing en #79 Ecurie Ecosse werden allebei gediskwalificeerd omdat zij hulp van buitenaf kregen.
| Pos. | Klasse | No. | Team                                          | Coureurs                                            | Chassis                            | Banden | Ronden |
| Pos. | Klasse | No. | Team                                          | Coureurs                                            | Motor                              | Banden | Ronden |
| ---- | ------ | --- | --------------------------------------------- | --------------------------------------------------- | ---------------------------------- | ------ | ------ |
| 1    | C1     | 1   | Rothmans Porsche                              | Derek Bell Hans-Joachim Stuck Al Holbert            | Porsche 962C                       | D      | 368    |
| 1    | C1     | 1   | Rothmans Porsche                              | Derek Bell Hans-Joachim Stuck Al Holbert            | Porsche Type-935 2.6L Turbo Flat-6 | D      | 368    |
| 2    | C1     | 17  | Brun Motorsport                               | Oscar Larrauri Jesús Pareja Joël Gouhier            | Porsche 962C                       | M      | 360    |
| 2    | C1     | 17  | Brun Motorsport                               | Oscar Larrauri Jesús Pareja Joël Gouhier            | Porsche Type-935 2.6L Turbo Flat-6 | M      | 360    |
| 3    | C1     | 8   | Joest Racing                                  | George Follmer John Morton Kenper Miller            | Porsche 956                        | G      | 355    |
| 3    | C1     | 8   | Joest Racing                                  | George Follmer John Morton Kenper Miller            | Porsche Type-935 2.6L Turbo Flat-6 | G      | 355    |
| 4    | C1     | 33  | Danone Porsche España John Fitzpatrick Racing | Emilio de Villota Fermín Vélez George Fouché        | Porsche 956B                       | G      | 349    |
| 4    | C1     | 33  | Danone Porsche España John Fitzpatrick Racing | Emilio de Villota Fermín Vélez George Fouché        | Porsche Type-935 2.6L Turbo Flat-6 | G      | 349    |
| 5    | C1     | 9   | Obermaier Racing                              | Jürgen Lässig Fulvio Ballabio Dudley Wood           | Porsche 956                        | G      | 345    |
| 5    | C1     | 9   | Obermaier Racing                              | Jürgen Lässig Fulvio Ballabio Dudley Wood           | Porsche Type-935 2.6L Turbo Flat-6 | G      | 345    |
| 6    | C1     | 63  | Ernst Schuster                                | Siegfried Brunn Ernst Schuster Rudi Seher           | Porsche 936C                       | D      | 344    |
| 6    | C1     | 63  | Ernst Schuster                                | Siegfried Brunn Ernst Schuster Rudi Seher           | Porsche Type-962 2.8L Turbo Flat-6 | D      | 344    |
| 7    | GTX    | 180 | Porsche AG                                    | René Metge Claude Ballot-Léna                       | Porsche 961                        | D      | 321    |
| 7    | GTX    | 180 | Porsche AG                                    | René Metge Claude Ballot-Léna                       | Porsche Type-935 2.8L Turbo Flat-6 | D      | 321    |
| 8    | C2     | 75  | ADA Engineering                               | Ian Harrower Evan Clements Tom Dodd-Noble           | Gebhardt JC843                     | A      | 318    |
| 8    | C2     | 75  | ADA Engineering                               | Ian Harrower Evan Clements Tom Dodd-Noble           | Ford Cosworth DFL 3.3L V8          | A      | 318    |
| 9    | C1     | 14  | Liqui Moly Equipe                             | Mauro Baldi Price Cobb Rob Dyson                    | Porsche 956 GTi                    | G      | 318    |
| 9    | C1     | 14  | Liqui Moly Equipe                             | Mauro Baldi Price Cobb Rob Dyson                    | Porsche Type-935 2.6L Turbo Flat-6 | G      | 318    |
| 10   | C1     | 55  | John Fitzpatrick Racing                       | Philippe Alliot Paco Romero Michel Trollé           | Porsche 962C                       | G      | 312    |
| 10   | C1     | 55  | John Fitzpatrick Racing                       | Philippe Alliot Paco Romero Michel Trollé           | Porsche Type-935 2.6L Turbo Flat-6 | G      | 312    |
| 11   | C2     | 90  | Jens Winther                                  | Jens Winther David Mercer Lars Viggo Jensen         | URD C83                            | A      | 310    |
| 11   | C2     | 90  | Jens Winther                                  | Jens Winther David Mercer Lars Viggo Jensen         | BMW M88 3.5L I6                    | A      | 310    |
| 12   | C2     | 100 | WM Secateva                                   | Claude Haldi Roger Dorchy Pascal Pessiot            | WM P83B                            | M      | 301    |
| 12   | C2     | 100 | WM Secateva                                   | Claude Haldi Roger Dorchy Pascal Pessiot            | Peugeot PRV 2.7L Turbo V6          | M      | 301    |
| 13   | C1     | 47  | Graff Racing                                  | Jean-Philippe Grand Jacques Goudchaux Marc Menant   | Rondeau M482                       | G      | 299    |
| 13   | C1     | 47  | Graff Racing                                  | Jean-Philippe Grand Jacques Goudchaux Marc Menant   | Ford Cosworth DFL 3.3L V8          | G      | 299    |
| 14   | GTP    | 21  | Richard Cleare Racing                         | Richard Cleare Lionel Robert Jack Newsum            | March 85G                          | G      | 299    |
| 14   | GTP    | 21  | Richard Cleare Racing                         | Richard Cleare Lionel Robert Jack Newsum            | Porsche Type-962 2.8L Turbo Flat-6 | G      | 299    |
| 15   | C2     | 78  | Ecurie Ecosse                                 | Les Delano John Hotchkis Andy Petery                | Ecosse C285                        | A      | 293    |
| 15   | C2     | 78  | Ecurie Ecosse                                 | Les Delano John Hotchkis Andy Petery                | Ford Cosworth DFL 3.3L V8          | A      | 293    |
| 16   | C1     | 32  | Nissan Motorport                              | James Weaver Masahiro Hasemi Takao Wada             | Nissan R85V                        | D      | 285    |
| 16   | C1     | 32  | Nissan Motorport                              | James Weaver Masahiro Hasemi Takao Wada             | Nissan VG30ET 3.0L Turbo V6        | D      | 285    |
| 17   | C2     | 102 | Lucien Rossiaud                               | Noël del Bello Lucien Rossiaud Bruno Sotty          | Rondeau M379C                      | A      | 278    |
| 17   | C2     | 102 | Lucien Rossiaud                               | Noël del Bello Lucien Rossiaud Bruno Sotty          | Ford Cosworth DFV 3.0L V8          | A      | 278    |
| 18   | C1     | 13  | Primagaz Team Cougar                          | Yves Courage Alain de Cadenet Pierre-Henri Raphanel | Cougar C12                         | M      | 267    |
| 18   | C1     | 13  | Primagaz Team Cougar                          | Yves Courage Alain de Cadenet Pierre-Henri Raphanel | Porsche Type-935 2.6L Turbo Flat-6 | M      | 267    |
| 19   | C2     | 70  | Spice Engineering                             | Gordon Spice Ray Bellm Jean-Michel Martin           | Spice SE86C                        | A      | 257    |
| 19   | C2     | 70  | Spice Engineering                             | Gordon Spice Ray Bellm Jean-Michel Martin           | Ford Cosworth DFL 3.3L V8          | A      | 257    |
| NC   | C1     | 38  | Dome Co. Ltd.                                 | Eje Elgh Beppe Gabbiani Toshio Suzuki               | Dome 86C-L                         | D      | 296    |
| NC   | C1     | 38  | Dome Co. Ltd.                                 | Eje Elgh Beppe Gabbiani Toshio Suzuki               | Toyota 4T-GT 2.1L Turbo I4         | D      | 296    |
| NC   | B      | 111 | MK-Motorsport                                 | Michael Krankenberg Pascal Witmeur Jean-Paul Libert | BMW M1                             | D      | 265    |
| NC   | B      | 111 | MK-Motorsport                                 | Michael Krankenberg Pascal Witmeur Jean-Paul Libert | BMW M88 3.5L I6                    | D      | 265    |
| NC   | C2     | 72  | Bartlett/Goodmans Sound                       | Robin Donovan Richard Jones Nick Adams              | Bardon DB1                         | A      | 211    |
| NC   | C2     | 72  | Bartlett/Goodmans Sound                       | Robin Donovan Richard Jones Nick Adams              | Ford Cosworth DFL 3.3L V8          | A      | 211    |
| NC   | C2     | 95  | Roland Bassaler                               | Roland Bassaler Dominique Lacaud Yvon Tapy          | Sauber SHS C6                      | A      | 201    |
| NC   | C2     | 95  | Roland Bassaler                               | Roland Bassaler Dominique Lacaud Yvon Tapy          | BMW M88 3.5L I6                    | A      | 201    |
| DNF  | C1     | 51  | Silk Cut Jaguar Tom Walkinshaw Racing         | Derek Warwick Eddie Cheever Jean-Louis Schlesser    | Jaguar XJR-6                       | D      | 239    |
| DNF  | C1     | 51  | Silk Cut Jaguar Tom Walkinshaw Racing         | Derek Warwick Eddie Cheever Jean-Louis Schlesser    | Jaguar 6.0L V12                    | D      | 239    |
| DNF  | C1     | 7   | Joest Racing                                  | Klaus Ludwig Paolo Barilla "John Winter"            | Porsche 956B                       | G      | 196    |
| DNF  | C1     | 7   | Joest Racing                                  | Klaus Ludwig Paolo Barilla "John Winter"            | Porsche Type-935 2.6L Turbo Flat-6 | G      | 196    |
| DSQ  | C2     | 79  | Ecurie Ecosse                                 | David Leslie Ray Mallock Mike Wilds                 | Ecurie C286                        | A      | 181    |
| DSQ  | C2     | 79  | Ecurie Ecosse                                 | David Leslie Ray Mallock Mike Wilds                 | Austin-Rover V64V 3.0L V6          | A      | 181    |
| DNF  | C1     | 2   | Rothmans Porsche                              | Jochen Mass Bob Wollek Vern Schuppan                | Porsche 962C                       | D      | 180    |
| DNF  | C1     | 2   | Rothmans Porsche                              | Jochen Mass Bob Wollek Vern Schuppan                | Porsche Type-935 2.6L Turbo Flat-6 | D      | 180    |
| DNF  | C1     | 10  | Porsche Kremer Racing                         | Jo Gartner Sarel van der Merwe Kunimitsu Takahashi  | Porsche 962C                       | Y      | 169    |
| DNF  | C1     | 10  | Porsche Kremer Racing                         | Jo Gartner Sarel van der Merwe Kunimitsu Takahashi  | Porsche Type-935 2.6L Turbo Flat-6 | Y      | 169    |
| DSQ  | C1     | 66  | Cosmik Racing Promotions                      | Costas Los Raymond Touroul Neil Crang               | March 84G                          | A      | 169    |
| DSQ  | C1     | 66  | Cosmik Racing Promotions                      | Costas Los Raymond Touroul Neil Crang               | Porsche Type-935 2.6L Turbo Flat-6 | A      | 169    |
| DNF  | C1     | 12  | Porsche Kremer Racing                         | Pierre Yver Hubert Striebig Max Cohen-Olivar        | Porsche 956                        | Y      | 160    |
| DNF  | C1     | 12  | Porsche Kremer Racing                         | Pierre Yver Hubert Striebig Max Cohen-Olivar        | Porsche Type-935 2.6L Turbo Flat-6 | Y      | 160    |
| DNF  | C1     | 53  | Silk Cut Jaguar Tom Walkinshaw Racing         | Gianfranco Brancatelli Win Percy Hurley Haywood     | Jaguar XJR-6                       | D      | 154    |
| DNF  | C1     | 53  | Silk Cut Jaguar Tom Walkinshaw Racing         | Gianfranco Brancatelli Win Percy Hurley Haywood     | Jaguar 6.0L V12                    | D      | 154    |
| DNF  | GTP    | 170 | Mazdaspeed Co. Ltd.                           | Pierre Dieudonné Dave Kennedy Mark Galvin           | Mazda 757                          | D      | 137    |
| DNF  | GTP    | 170 | Mazdaspeed Co. Ltd.                           | Pierre Dieudonné Dave Kennedy Mark Galvin           | Mazda 13G 2.0L 3-Rotor             | D      | 137    |
| DNF  | C1     | 41  | WM Secateva                                   | Jean-Daniel Raulet Michel Pignard François Migault  | WM P86                             | M      | 132    |
| DNF  | C1     | 41  | WM Secateva                                   | Jean-Daniel Raulet Michel Pignard François Migault  | Peugeot PRV 2.6L Turbo V6          | M      | 132    |
| DNF  | C2     | 99  | Roy Baker Racing Tiga                         | Nick Nicholson John Sheldon Thorkild Thyrring       | Tiga GC286                         | A      | 125    |
| DNF  | C2     | 99  | Roy Baker Racing Tiga                         | Nick Nicholson John Sheldon Thorkild Thyrring       | Ford Cosworth BDT 1.7L Turbo I4    | A      | 125    |
| DNF  | C1     | 45  | Vetir Racing                                  | Patrick Oudet Jean-Claude Justice                   | Rondeau M382                       | D      | 110    |
| DNF  | C1     | 45  | Vetir Racing                                  | Patrick Oudet Jean-Claude Justice                   | Ford Cosworth DFL 3.3L V8          | D      | 110    |
| DNF  | C1     | 36  | Tom's Co. Ltd.                                | Satoru Nakajima Geoff Lees Masanori Sekiya          | TOM'S (Dome) 86C-L                 | B      | 105    |
| DNF  | C1     | 36  | Tom's Co. Ltd.                                | Satoru Nakajima Geoff Lees Masanori Sekiya          | Toyota 4T-GT 2.1L Turbo I4         | B      | 105    |
| DNF  | C2     | 97  | Roy Baker Racing Tiga                         | Tom Frank Valentino Musetti Mike Allison            | Tiga GC285                         | A      | 95     |
| DNF  | C2     | 97  | Roy Baker Racing Tiga                         | Tom Frank Valentino Musetti Mike Allison            | Ford Cosworth BDT 1.7L Turbo I4    | A      | 95     |
| DNF  | C1     | 19  | Brun Motorsport                               | Thierry Boutsen Didier Theys Alain Ferté            | Porsche 956                        | M      | 89     |
| DNF  | C1     | 19  | Brun Motorsport                               | Thierry Boutsen Didier Theys Alain Ferté            | Porsche Type-935 2.6L Turbo Flat-6 | M      | 89     |
| DNF  | C1     | 62  | Kouros Racing Team                            | Henri Pescarolo Christian Danner Dieter Quester     | Sauber C8                          | G      | 86     |
| DNF  | C1     | 62  | Kouros Racing Team                            | Henri Pescarolo Christian Danner Dieter Quester     | Mercedes-Benz M117 5.0L Turbo V8   | G      | 86     |
| DNF  | C1     | 18  | Brun Motorsport                               | Walter Brun Massimo Sigala Frank Jelinski           | Porsche 962C                       | M      | 75     |
| DNF  | C1     | 18  | Brun Motorsport                               | Walter Brun Massimo Sigala Frank Jelinski           | Porsche Type-935 2.6L Turbo Flat-6 | M      | 75     |
| DNF  | C2     | 83  | Luigi Taverna Technoracing                    | Luigi Taverna Toni Palma Marco Vanoli               | Alba AR3                           | A      | 74     |
| DNF  | C2     | 83  | Luigi Taverna Technoracing                    | Luigi Taverna Toni Palma Marco Vanoli               | Ford Cosworth DFL 3.3L V8          | A      | 74     |
| DNF  | C2     | 74  | Gebhardt Motorsport                           | Stanley Dickens Pierre de Thoisy Jean-François Yvon | Gebhardt JC853                     | A      | 68     |
| DNF  | C2     | 74  | Gebhardt Motorsport                           | Stanley Dickens Pierre de Thoisy Jean-François Yvon | Ford Cosworth DFL 3.3L V8          | A      | 68     |
| DNF  | C1     | 23  | Nissan Motorport                              | Kazuyoshi Hoshino Keiji Matsumoto Aguri Suzuki      | Nissan R86V                        | B      | 64     |
| DNF  | C1     | 23  | Nissan Motorport                              | Kazuyoshi Hoshino Keiji Matsumoto Aguri Suzuki      | Nissan VG30ET 3.0L Turbo V6        | B      | 64     |
| DNF  | C1     | 61  | Kouros Racing Team                            | John Nielsen Mike Thackwell                         | Sauber C8                          | G      | 61     |
| DNF  | C1     | 61  | Kouros Racing Team                            | John Nielsen Mike Thackwell                         | Mercedes-Benz M117 5.0L Turbo V8   | G      | 61     |
| DNF  | GTP    | 171 | Mazdaspeed Co. Ltd.                           | Yojiro Terada Takashi Yorino Yoshimi Katayama       | Mazda 757                          | D      | 59     |
| DNF  | GTP    | 171 | Mazdaspeed Co. Ltd.                           | Yojiro Terada Takashi Yorino Yoshimi Katayama       | Mazda 13G 2.0L 3-Rotor             | D      | 59     |
| DNF  | C1     | 52  | Silk Cut Jaguar Tom Walkinshaw Racing         | Brian Redman Hans Heyer Hurley Haywood              | Jaguar XJR-6                       | D      | 53     |
| DNF  | C1     | 52  | Silk Cut Jaguar Tom Walkinshaw Racing         | Brian Redman Hans Heyer Hurley Haywood              | Jaguar 6.0L V12                    | D      | 53     |
| DNF  | C1     | 3   | Rothmans Porsche                              | Vern Schuppan Drake Olson                           | Porsche 962C                       | D      | 41     |
| DNF  | C1     | 3   | Rothmans Porsche                              | Vern Schuppan Drake Olson                           | Porsche Type-935 2.6L Turbo Flat-6 | D      | 41     |
| DNF  | C2     | 92  | Automobiles Louis Descartes                   | Louis Descartes Jacques Heuclin                     | ALD 02                             | A      | 41     |
| DNF  | C2     | 92  | Automobiles Louis Descartes                   | Louis Descartes Jacques Heuclin                     | BMW M88 3.5L I6                    | A      | 41     |
| DNF  | C2     | 89  | Lucky Strike Schanche Racing                  | Martin Birrane Torgye Kleppe Martin Schanche        | Argo JM19                          | G      | 1      |
| DNF  | C2     | 89  | Lucky Strike Schanche Racing                  | Martin Birrane Torgye Kleppe Martin Schanche        | Zakspeed 1.8L Turbo I4             | G      | 1      |
| DNF  | C2     | 98  | Roy Baker Racing Tiga                         | David Andrews Mike Hall Duncan Bain                 | Tiga GC286                         | A      | 1      |
| DNF  | C2     | 98  | Roy Baker Racing Tiga                         | David Andrews Mike Hall Duncan Bain                 | Ford Cosworth BDT 1.7L Turbo I4    | A      | 1      |
| DNQ  | C1     | 20  | Tiga Team                                     | Tim Lee-Davey Neil Crang John Gimbel                | Tiga GC86                          | D      | 0      |
| DNQ  | C1     | 20  | Tiga Team                                     | Tim Lee-Davey Neil Crang John Gimbel                | Ford Cosworth DFL 3.3L Turbo V8    | D      | 0      |
| DNQ  | C2     | 106 | Bo Strandell                                  | Kenneth Leim Lars Hellberg Peter Fritsch            | Strandell 85                       | A      | 0      |
| DNQ  | C2     | 106 | Bo Strandell                                  | Kenneth Leim Lars Hellberg Peter Fritsch            | Porsche Type-934 3.3L Turbo Flat-6 | A      | 0      |

1923 · 1924 · 1925 · 1926 · 1927 · 1928 · 1929 · 1930 · 1931 · 1932 · 1933 · 1934 · 1935 · 1936 · 1937 · 1938 · 1939 · 1940 - 1948 · 1949 · 1950 · 1951 · 1952 · 1953 · 1954 · 1955 (Ramp) · 1956 · 1957 · 1958 · 1959 · 1960 · 1961 · 1962 · 1963 · 1964 · 1965 · 1966 · 1967 · 1968 · 1969 · 1970 · 1971 · 1972 · 1973 · 1974 · 1975 · 1976 · 1977 · 1978 · 1979 · 1980 · 1981 · 1982 · 1983 · 1984 · 1985 · 1986 · 1987 · 1988 · 1989 · 1990 · 1991 · 1992 · 1993 · 1994 · 1995 · 1996 · 1997 · 1998 · 1999 · 2000 · 2001 · 2002 · 2003 · 2004 · 2005 · 2006 · 2007 · 2008 · 2009 · 2010 · 2011 · 2012 · 2013 · 2014 · 2015 · 2016 · 2017 · 2018 · 2019 · 2020 · 2021 · 2022 · 2023 · 2024